# 富尔达修道院

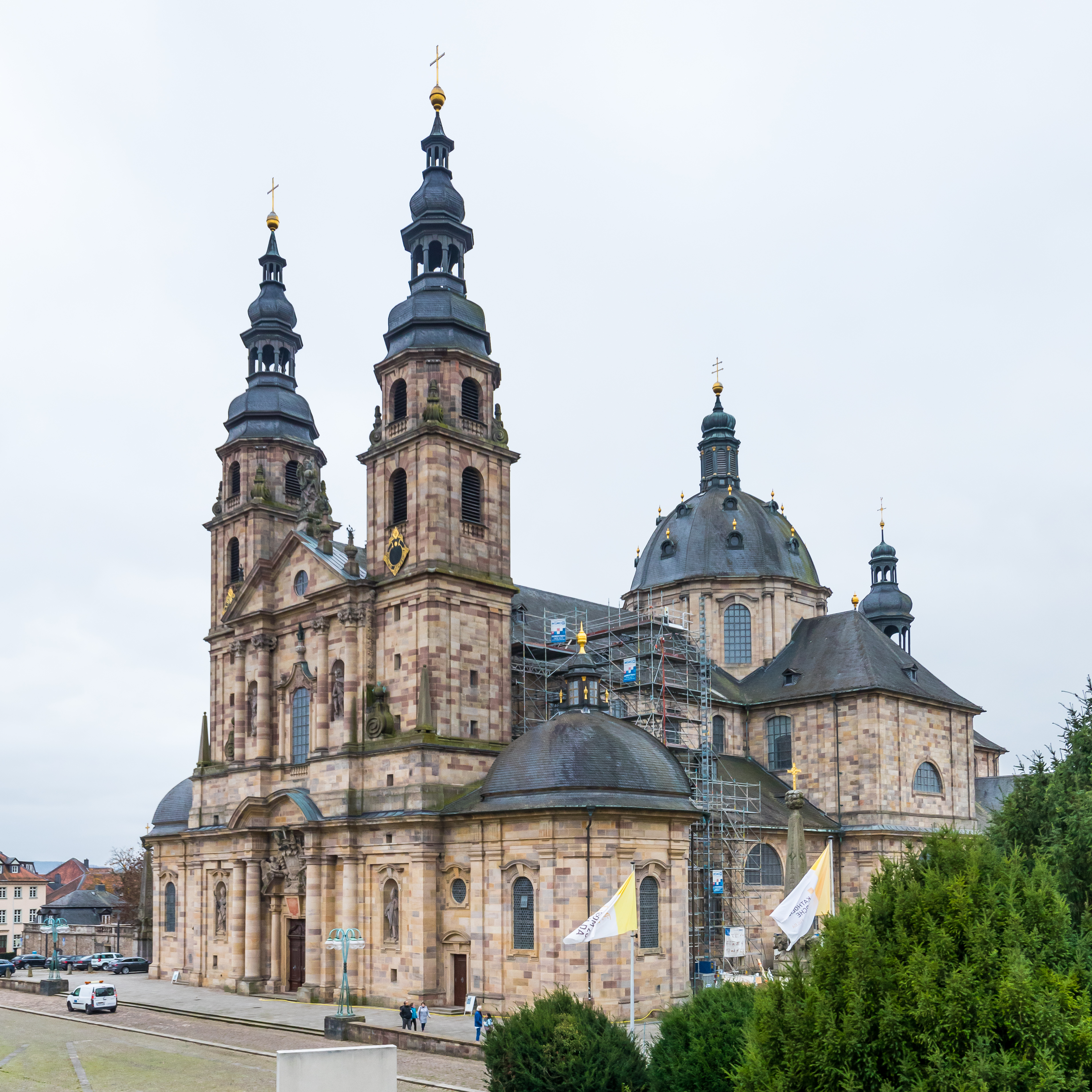
富爾達修院

富爾達修道院（德語：Kloster Fulda，拉丁語：Abbatia Fuldensis），從1221年開始稱富爾達親王修道院（德語：Fürstabtei Fulda），從1752年開始改為富爾達主教采邑區（德語：Fürstbistum Fulda），是一座以本篤會修道院和神權親王國構成的修道院，其位置在今天的德國黑森州。
該修道院由聖博尼法的弟子聖斯圖姆於744年創立。博尼法殉道後被埋葬在富爾達，其後它成為了德國重要的學習和文化中心，也是8世紀和9世紀具有宗教意義和朝聖的場所。在富爾達修院寫成的《富爾達編年史》是9世紀加洛林帝國歷史的最重要來源之一。 1221年，修道院被授予帝國政治體的地位，此後修道院長成為神聖羅馬帝國的親王國。富爾達的采邑主教被賦予了額外的角色，即皇帝的大總理（德語：Erzkanzler）。富爾達周圍人口的增長將導致其在18世紀下半葉升格為主教采邑區。
儘管修道院於1802年解散，其公國於1803年世俗化，但天主教富爾達教區依然繼續存在。